# Belatinc
Belatinc (szlovénül Beltinci, vendül Böltinci, régebben Belotinci, németül Fellsdorf) település és a hasonló nevű község központja Szlovéniában, a Muravidéken, a Pomurska statisztikai régióban.

## Neve
Egy helyi legenda szerint egy csikós fehér lova után kapta a nevét a község. Nevében ott van a fehér melléknév amely szlovén és vend nyelven is beli, bejli.

## Fekvése
Muraszombattól 8 km-re délkeletre a 3-as számú Muraszombat-Lendva főútvonal mentén, az A5-ös autópálya mellett, a Mura völgyében fekszik. Halmazos jellegű település.

## Története

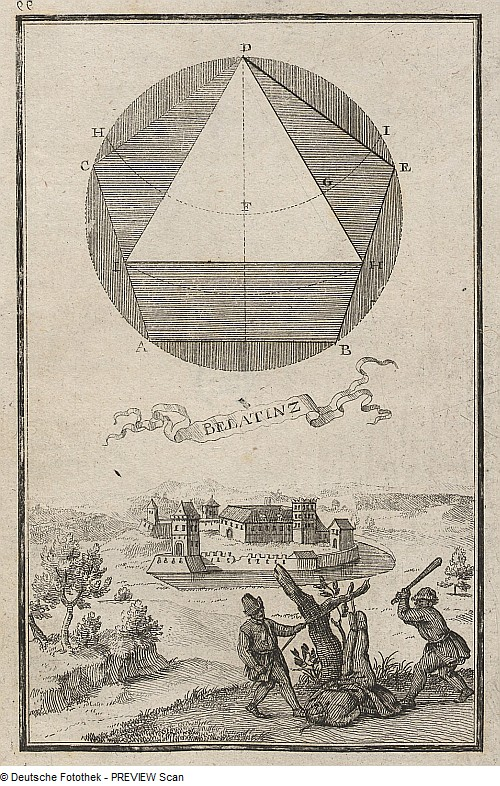
Belatinc 1698-ban

Első írásos említése 1379-ből való "Belethfalwa" néven, ekkor Nemti (ma Lenti) várának része volt, s Zala vármegye területén egykor volt Csernecz megyében feküdt. 1389-ben "Belothafalwa", 1428-ban "Poss. Berethfolua", 1481-ben "Belothyncz" alakban szerepel a korabeli forrásokban.
Első birtokosai a Csákyak, majd a Gyika nemzetség volt. Később az alsólendvai Bánffy család, eztán a Zichyek birtokába került, akiknek kastélya ma is megtalálható. 1689-ben Némethy Péter tiszttartó írt jelentéseket az esztergomi érsekségnek, melyben a német katonaság beszállásolására is panaszkodik.
Belatinc mezővárosi rangban állt a múlt századokban és híres volt marhakereskedelméről. Uradalmi központként fontos gazdasági csomópontja volt a stájerországi és horvátországi kereskedelmi utaknak.
Vályi András szerint " BELLATINCZ. Népes Mező Város Szala Vármegyében, földes Ura Gróf Csáky Uraság, lakosai katolikusok, ’s többnyire tótok, az Uraságnak kastéllyával díszeskedik; határbéli földgyei termékenyek, és a’ természetnek sok javaival bővelkednek, első Osztálybéli."
Fényes Elek szerint " Belatincz, vindustót m. város, Zala vármegyében, egy róna, termékeny, de áradásoknak kitett vidéken, 624 kath., 5 óhitű, 8 evang., 30 zsidó lak. – Van itt egy nagy várkastély, kath. paroch templom, roppant magház. Feje egy uradalomnak, mellyhez 21 helység tartozik, s melly a megyében a legtermékenyebb vidéket foglalja el, s csupa vindustótok lakják. Birtokosa volt azelőtt a gr. Csáky, most pedig a Gyika nemes nemzetség, kinek mind a gazdálkodás jobb lábra való állitásáért, mind a jobbágytelkek rendbeszedéséért, mind pedig magának a városnak szépitéséért sokat köszönhet ezen különben elhagyatott vidék. U. p. A. Lendva."
Trianon előtt Magyarországhoz, Zala vármegye Alsólendvai járásához tartozott. 1918-ban a belatinci pogrom során antiszemita zavargások voltak. 1919-ben a Vendvidéki Köztársaság nyilvánította részének, de csak hat napig volt a birtokában. 1920-ban viszont a Szerb–Horvát–Szlovén Királyság kapta meg a trianoni békeszerződés értelmében. 1941-ben ismét magyar fennhatóság alá került, 1945-ben Jugoszlávia visszakapta. 1991 óta a független Szlovénia része.

## Népessége
Az 1910. évi népszámlálás a mezőváros 1487 lakója között magyar lakosságot is kimutatott.
Lakóinak száma 2414 fő, akik között horvátok, albánok és szerbek is vannak.

## Nevezetességei

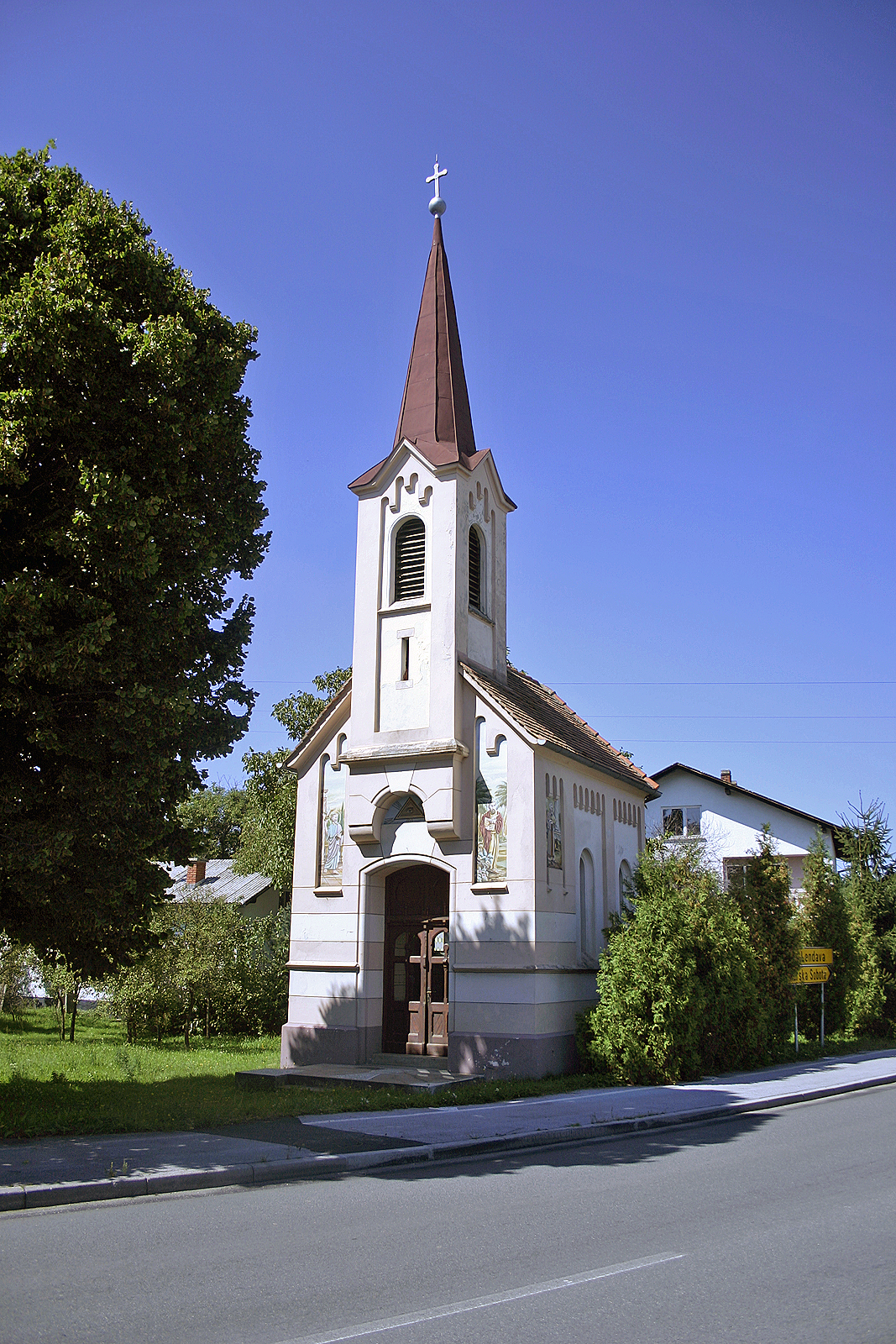
A Rous család kápolnája

- A Bánffy-Zichy-várkastély mai formájában barokk épület. Elődjét még a 13. században építették, a 17. században barokk stílusban építették át. Érdekessége, hogy földalatti részei egy alagúttal összeköttetésben vannak a templommal. A kastélyt terjedelmes 14 hektáros szép park övezi különleges fafajokkal és számos egzotikus növénnyel. Az eredeti 1600, köztük mintegy 800 egzotikus fából sok ma is megtalálható a parkban.
- A Szent László király tiszteletére szentelt plébániatemplom 1742-ben épült barokk stílusban. 1890 és 1894 között neobarokk stílusban építették át, ekkor kapta meglehetősen szokatlan külső formáját. Kápolnájában, melyet gróf Zichy Ágoston építtetett a Zichy család tagjai nyugszanak és egy 15. századi reneszánsz Madonna-kép is látható.
- A Rous család kápolnája 1907-ben épült neoromán stílusban, nevét építtetőjéről kapta.
- A magtárat 1754-ben építették.

## Belatinc szülöttei
- Dravecz József (1697–1779) katolikus pap, kanonok, esperes
- Pauli István költő
- Bassa Iván író
- Kollár Péter író
- Pusztai József író
- Vilko Novak történész, nyelvész, néprajztudós
- Vlado Kreslin énekes
- Dani Kavaš énekes, költő, gitáros és festő
- Tomi Ternar teniszező
- Kregár Mihály (1734-1803) Pest polgármestere

## Egyéb híres emberek
- Murkovics János író, itt volt tanár
- Kühár István, a Szlovenszka krajina-tervezet egyik kidolgozója

## Régi képeslapok

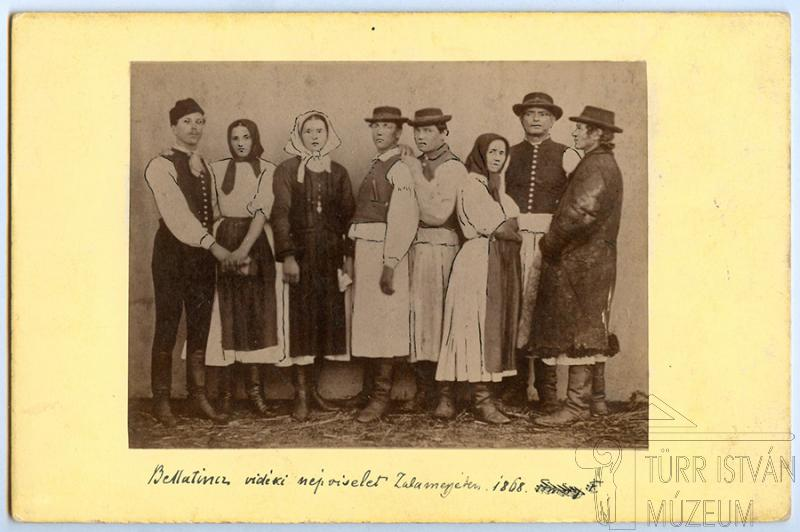
Népviselet Belatincről. Foto: Bellosics Bálint 1868.
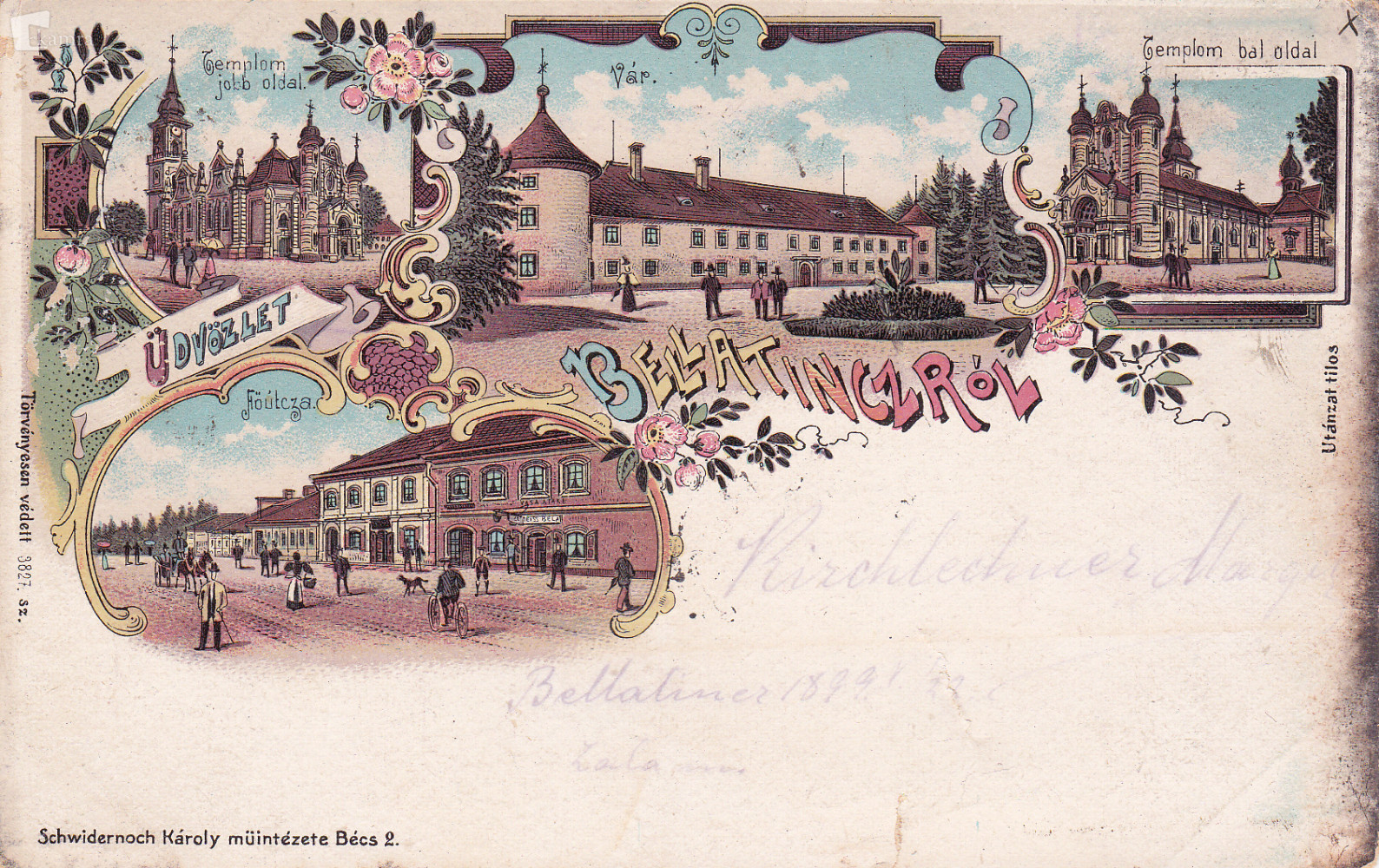
Tér 1899: »Üdvözlet Bellatinczről!«”
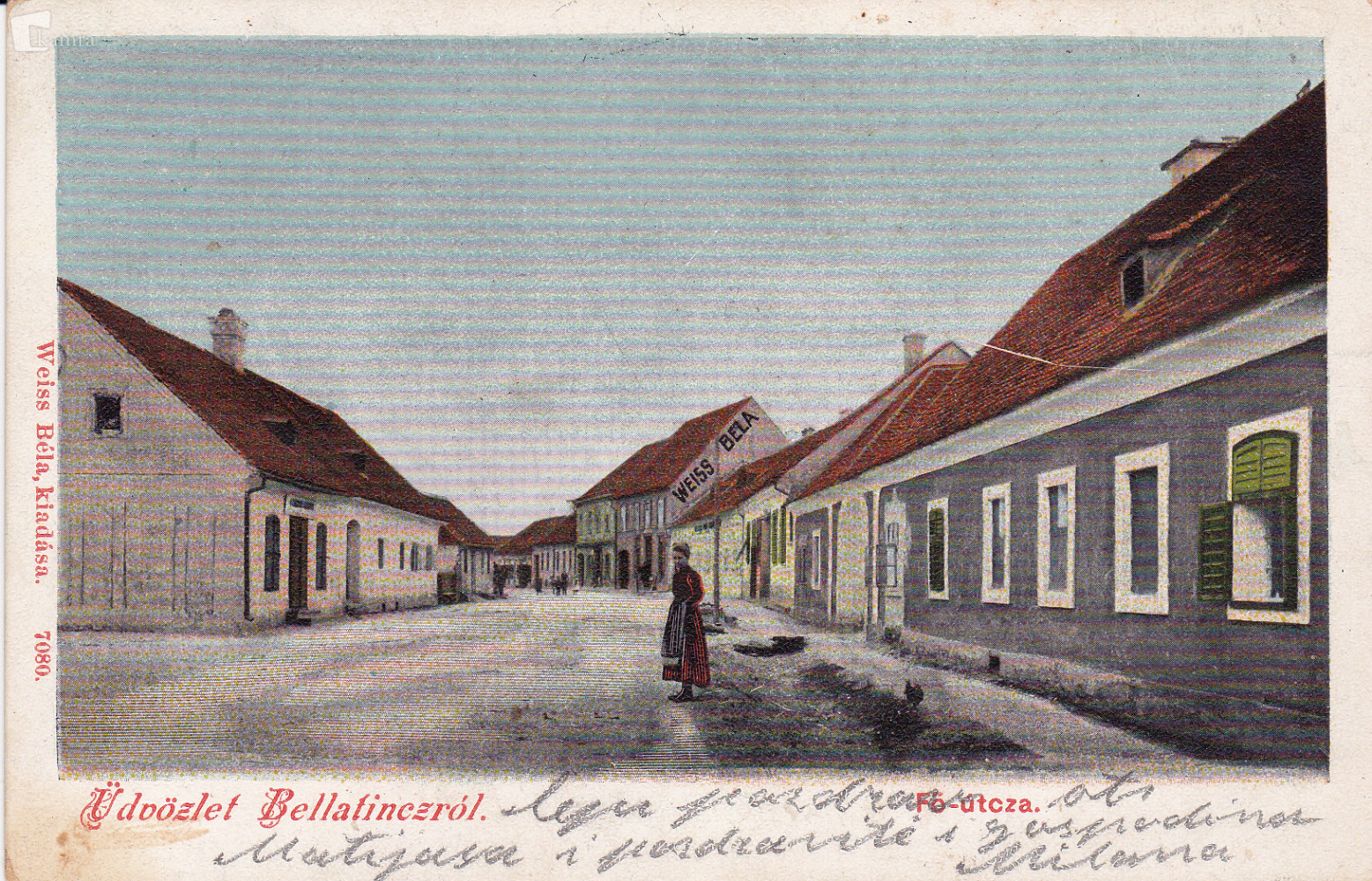
»Koronavendéglő« 1900: »Üdvözlet Bellatinczről!”
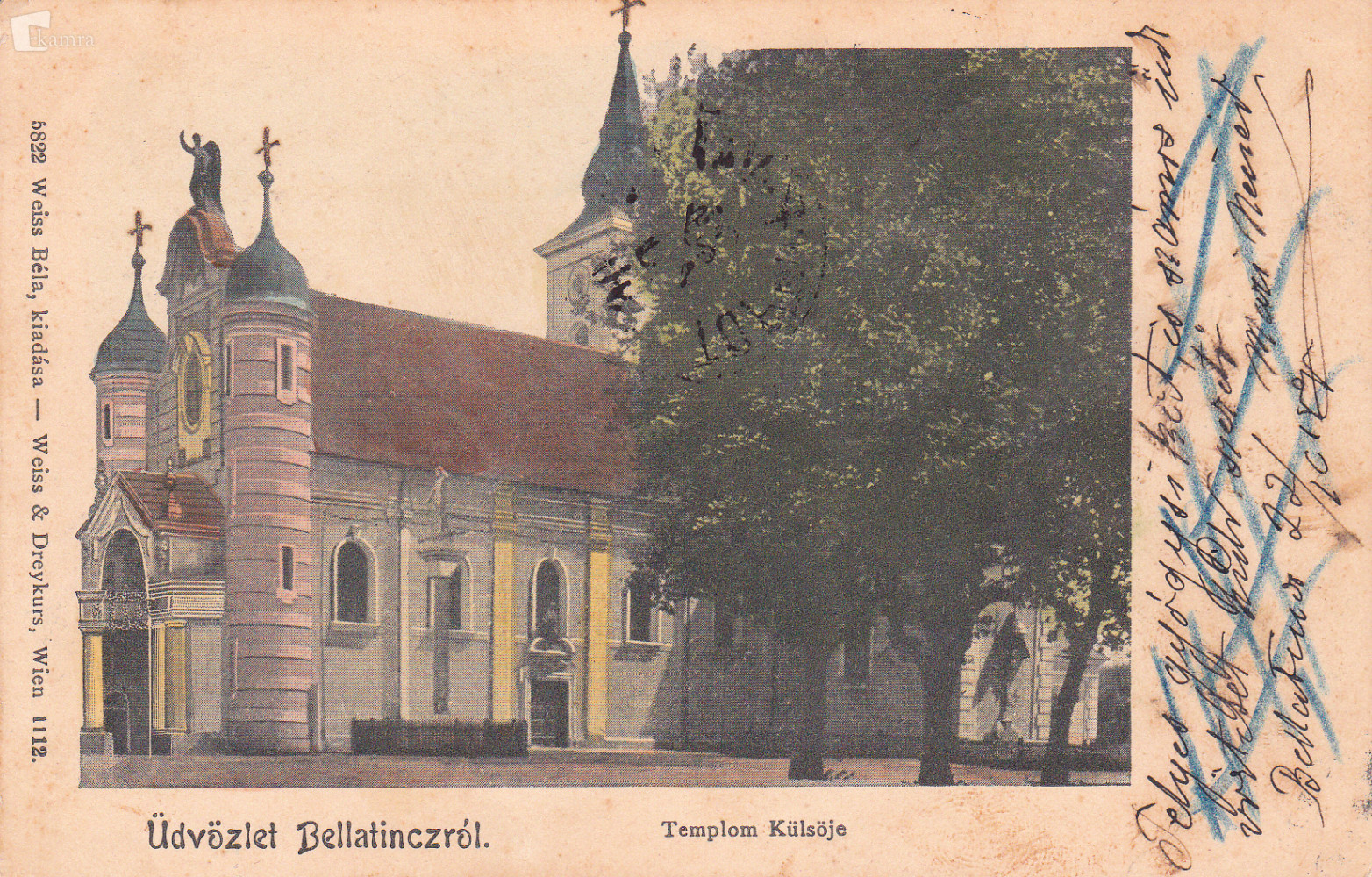
Szent László temploma 1905: »Üdvözlet Bellatinczről!” Templom külsője.
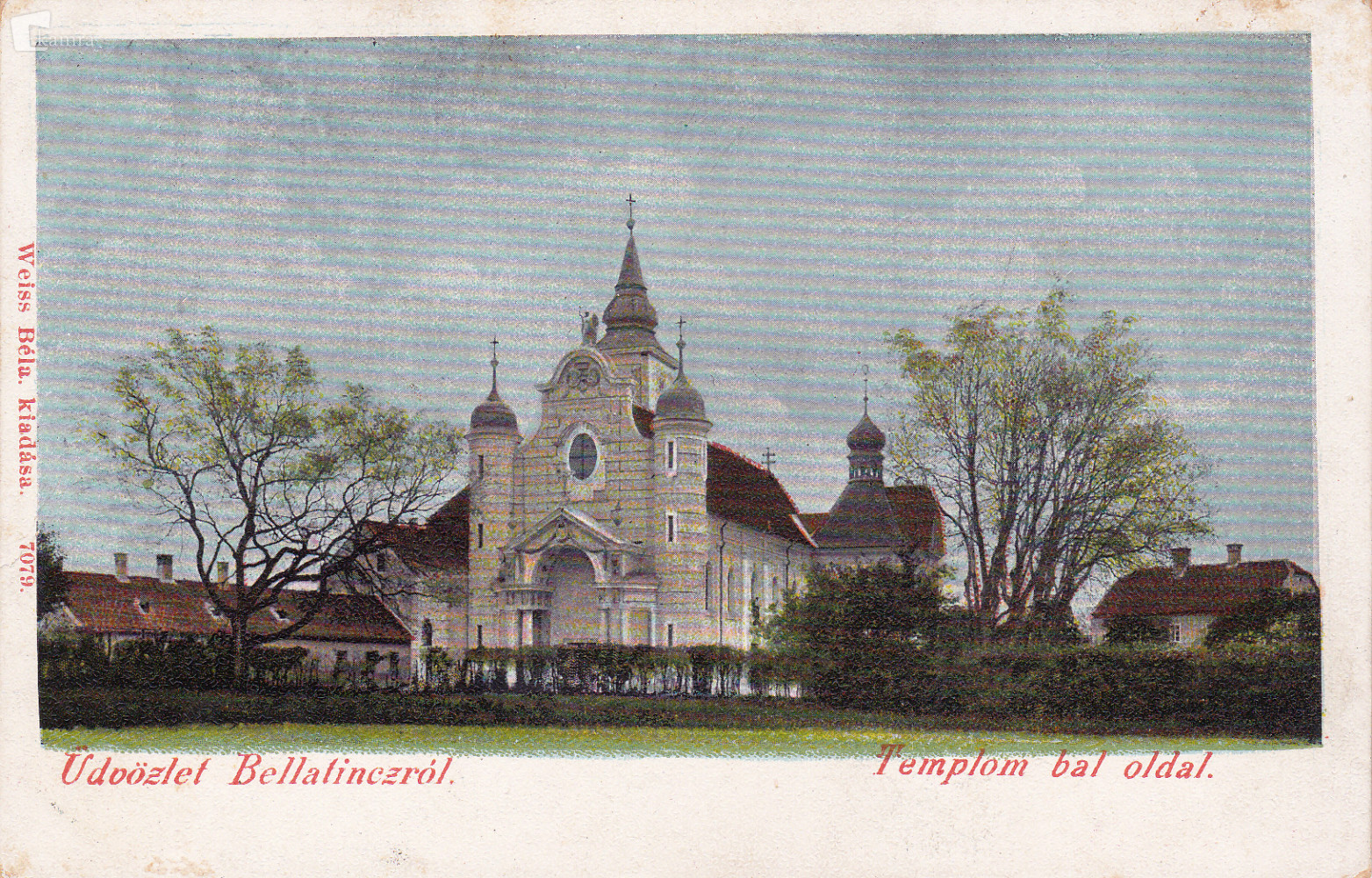
Szent László temploma 1905: »Üdvözlet Bellatinczről!” Templom Bal oldal.

## Kapcsolódó szócikk
- Belatinci pogrom